# Terpna pammiges
Terpna pammiges är en fjärilsart som beskrevs av Turner 1941. Terpna pammiges ingår i släktet Terpna och familjen mätare. Inga underarter finns listade i Catalogue of Life.